# Llavi leporí i fenedura palatina
El llavi leporí (o llavi fes) és aquell llavi superior amb una fissura congènita que recorda el nas de les llebres.
Aquesta malformació congènita, que apareix aviat en el procés d'embriogènesi, pot estar acompanyada de la fenedura palatina (o fissura palatina o paladar fes).

## Etimologia
Llavi Leporí (del llatí leporīnus, de la llebre) significa 'llavi de llebre', ja que aquest animal té el llavi superior tallat en el centre. Durant molt de temps aquest fou el terme emprat per anomenar la fissura labial, tanmateix, recentment tots dos termes s'han utilitzat per referir-s'hi.

## Tipus i incidència
La fissura pot ser unilateral o bilateral, parcial si no arriba fins al nas, o completa si hi arriba. En un 80% dels casos és unilateral i apareix amb el doble de freqüència al costat esquerre del llavi que al dret.
La incidència d'aquesta malformació és alta, constitueix aproximadament el 80% de les malformacions congènites, però varia d'unes poblacions a altres: al Japó és elevada (1 cas sobre 584) mentre entre els negres americans és molt més baixa (1 cas sobre 2.273). Aquesta patologia és el doble de freqüent entre les noies que entre els nois.

## Galeria
Llavi fes

Unilateral incomplet.
Unilateral complet.
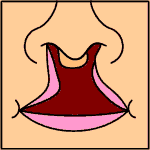
Bilateral complet.
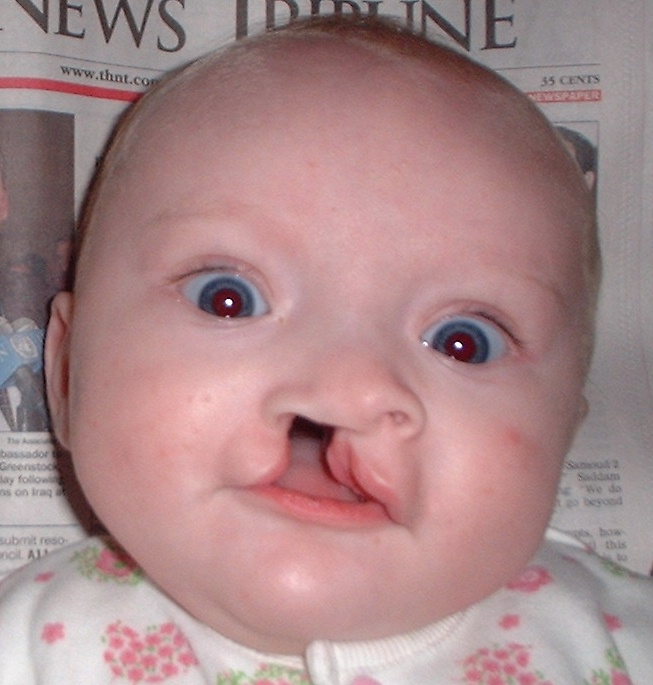
Unilateral complet.

Paladar fes

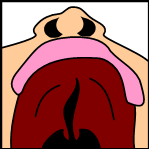
Paladar fes unilateral incomplet.
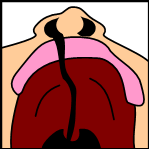
Paladar i llavi fes unilaterals complets.
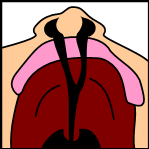
Paladar i llavi fes bilaterals complets.
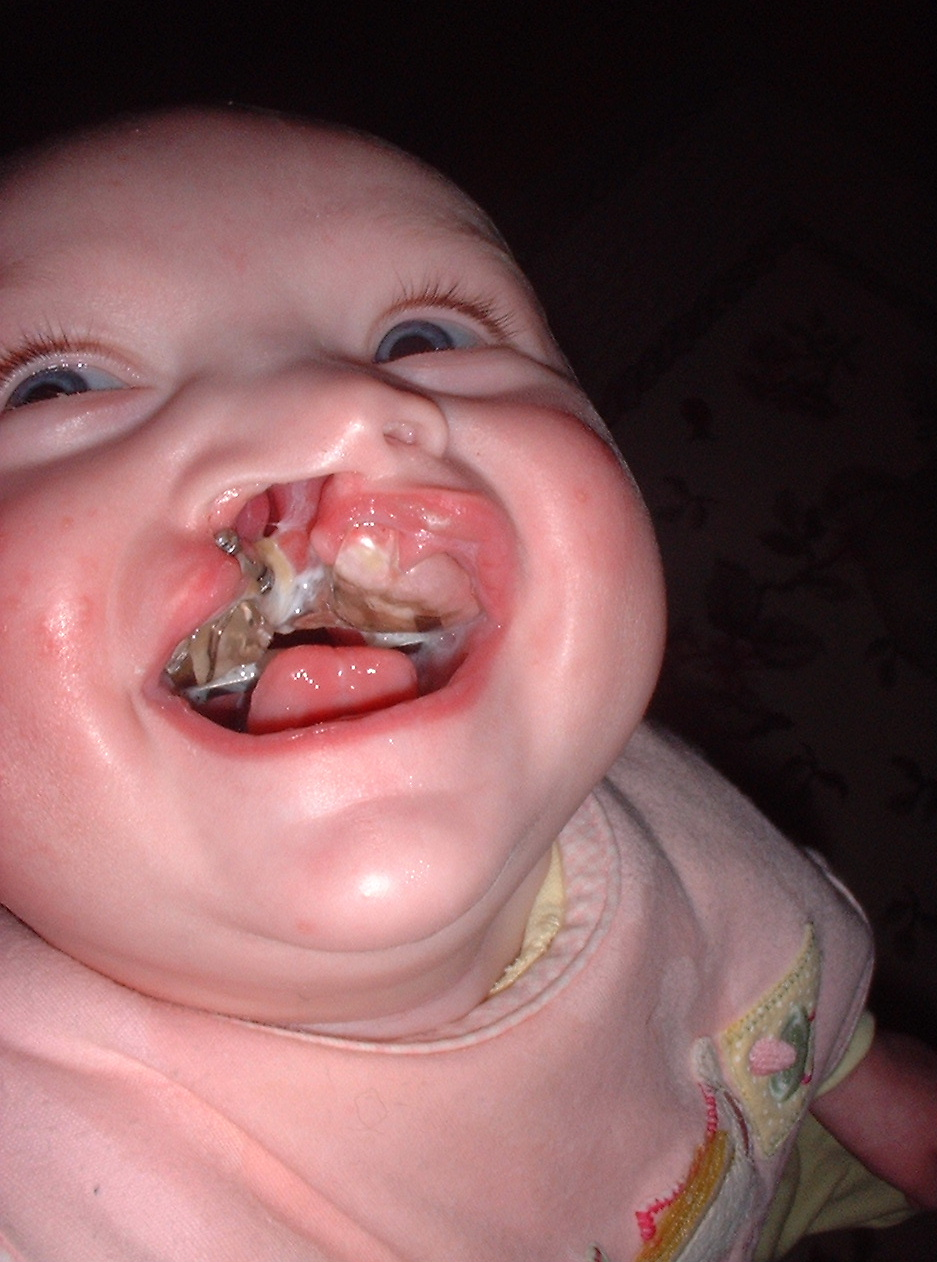
Paladar i llavi fes unilaterals complets.